# NU Весов
NU Весов (лат. NU Librae) — одиночная переменная звезда в созвездии Весов на расстоянии (вычисленном из значения параллакса) приблизительно 3960 световых лет (около 1214 парсеков) от Солнца. Видимая звёздная величина звезды — от более +14,8m до +9,9m.

## Характеристики
NU Весов — красная пульсирующая переменная звезда, мирида (M) спектрального класса M. Эффективная температура — около 3200 К.